# قفيص
القفيص (بالإنجليزية: Hose clamp)‏ أو مشبك الخرطوم هو أداة تستخدم لتثبيت خرطوم المياه بالصنبور، تتواجد أحجام متخلفة منه. صنع لأول مرة من قبل الميكانيكي السويدي كنوت إدوين بيرجستروم في سنة 1896.